# Anaireta de les Juan Fernández
El anaireta de les Juan Fernández (Anairetes fernandezianus) és un ocell de la família dels tirànids (Tyrannidae).

## Hàbitat i distribució
Habita zones arbustives i matolls de les illes Juan Fernández, a l'illa Robinson Crusoe.